# Gymnothorax niphostigmus
Gymnothorax niphostigmus is een straalvinnige vissensoort uit de familie van murenen (Muraenidae). De wetenschappelijke naam van de soort is voor het eerst geldig gepubliceerd in 1996 door Chen, Shao & Chen. De murene komt voor in het noordwesten van de Stille Oceaan bij Taiwan en leeft tussen de 35 en 150 meter diep in de zee.